# Vasseny
Vasseny ist eine französische Gemeinde mit 204 Einwohnern (Stand: 1. Januar 2022) im Département Aisne in der Region Hauts-de-France (frühere Region: Picardie). Sie gehört zum Arrondissement Soissons und zum Kanton Fère-en-Tardenois.

## Geographie
Die Gemeinde mit der Häusergruppe La Demi-Lune liegt abseits der Soissons mit Reims verbindenden Route nationale 31 (Europastraße 46) und erstreckt sich im Nordosten über diese hinaus bis zum linken Ufer der Vesle. Die Entfernung nach Soissons beträgt rund 13 Kilometer. Nachbargemeinden von Vasseny sind Chassemy und Braine im Nordosten und Osten, Couvrelles im Südosten und Süden sowie Ciry-Salsogne im Westen.

## Geschichte
Eine gallische Besiedlung des heutigen Gemeindegebiets im 4. und 5. vorchristlichen Jahrhundert wurde bei Grabungen im Jahr 2003 nachgewiesen. Im Ersten Weltkrieg standen in der Gemeinde ein Ausweichkrankenhaus, außerdem ein bayerisches Lazarett mit einem provisorischen Soldatenfriedhof. Die durch das Gemeindegebiet führende Bahnstrecke ist aufgelassen.

### Bevölkerungsentwicklung
| Jahr                       | 1962 | 1968 | 1975 | 1982 | 1990 | 1999 | 2006 | 2012 | 2022 |
| Einwohner                  | 172  | 182  | 146  | 135  | 131  | 153  | 195  | 206  | 204  |
| Quellen: Cassini und INSEE |      |      |      |      |      |      |      |      |      |

## Sehenswürdigkeiten
- Die nach Kriegsschäden wieder aufgebaute Kirche Saint-Rupert-et-Saint-Druon aus dem 12., 13. und 16. Jahrhundert, 1909 als Monument historique klassifiziert (Base Mérimée PA00115964).

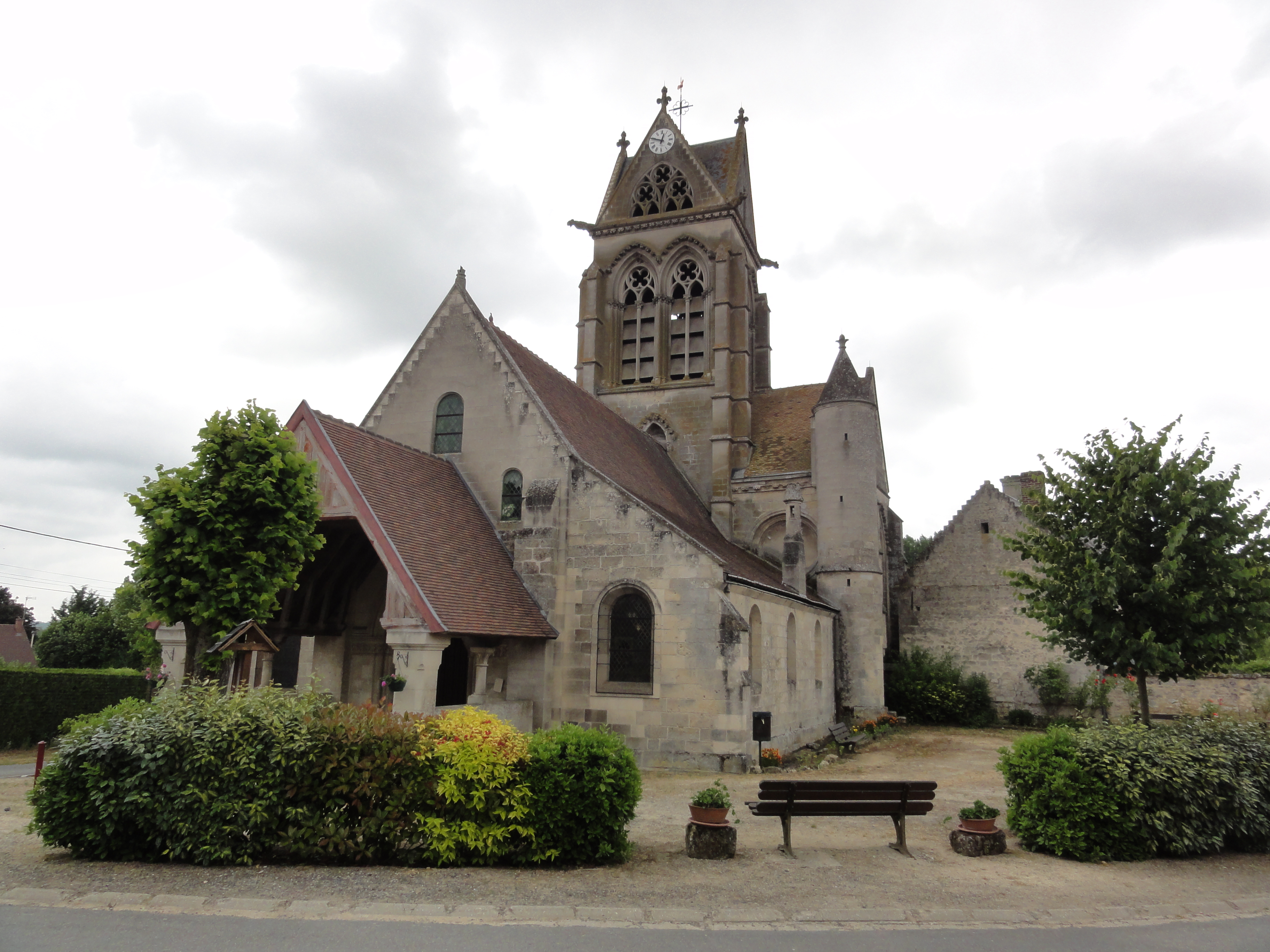
Kirche Saint-Rupert-et-Saint-Druon
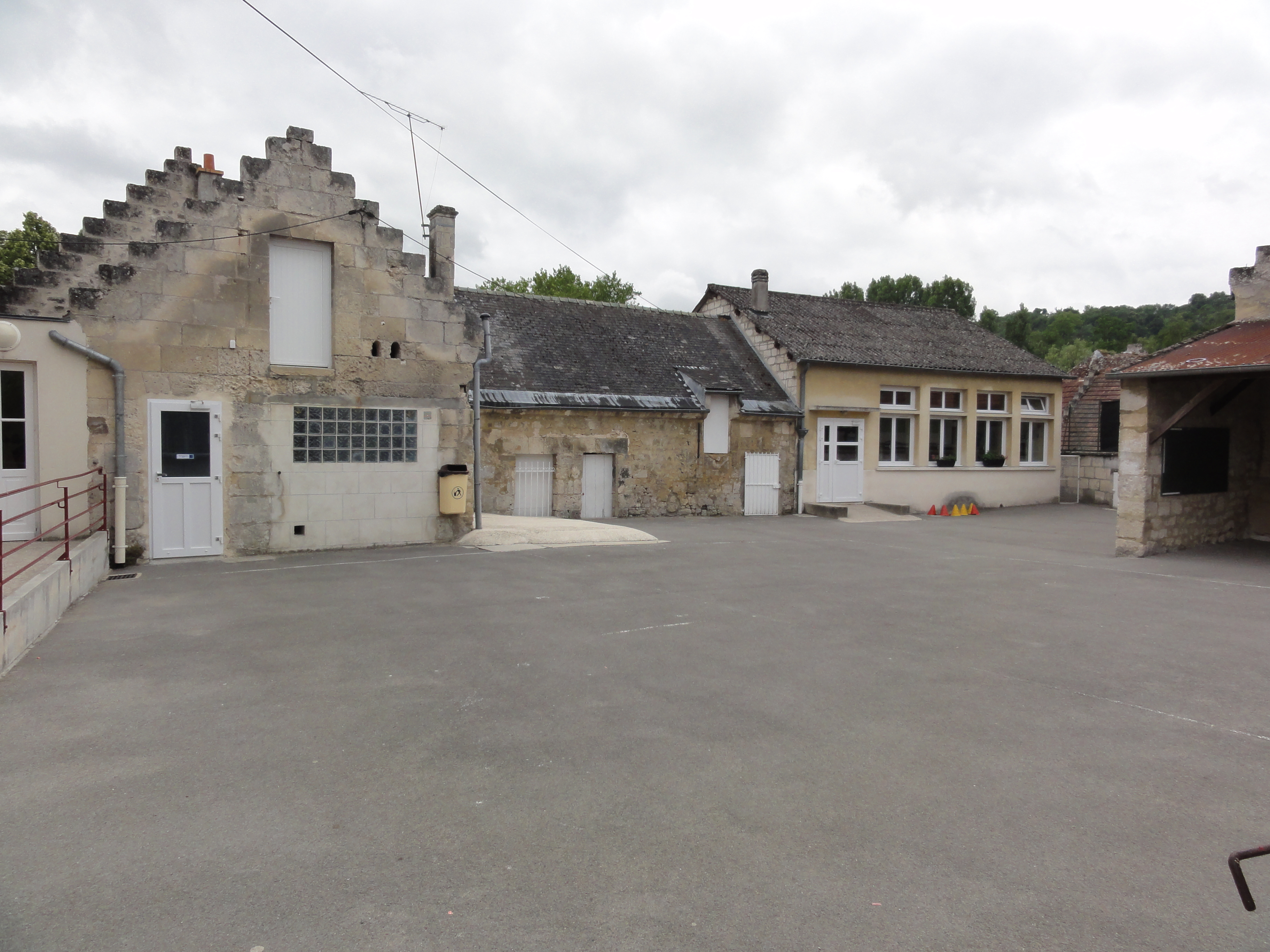
Schule